# Limagne bourbonnaise
La Limagne bourbonnaise ou Limagne septentrionale est une région naturelle de France s’étendant sur le sud du département de l’Allier, elle prolonge la grande Limagne.

## Situation
La Limagne bourbonnaise est située au sud du département de l'Allier et au nord-ouest de la ville de Vichy. L'Allier marque sa limite Est. Elle est entourée par les régions naturelles suivantes :
- Au nord par le Bocage bourbonnais et la Sologne bourbonnaise.
- À l'est par la Montagne bourbonnaise.
- Au sud par la Grande Limagne.
- À l'ouest par les Combrailles.

## Communes
Liste non-exhaustive
- Abrest
- Bellerive-sur-Allier
- Brugheas
- Billy
- Biozat
- Charmeil
- Cognat-Lyonne
- Escurolles
- Gannat
- Loriges
- Marcenat
- Paray-sous-Briailles
- Saint-Rémy-en-Rollat
- Saint-Pourçain-sur-Sioule
- Serbannes

## Principales curiosités
- Château de Billy (XIIe siècle)
- Vins de Saint-Pourçain

## Langues régionales

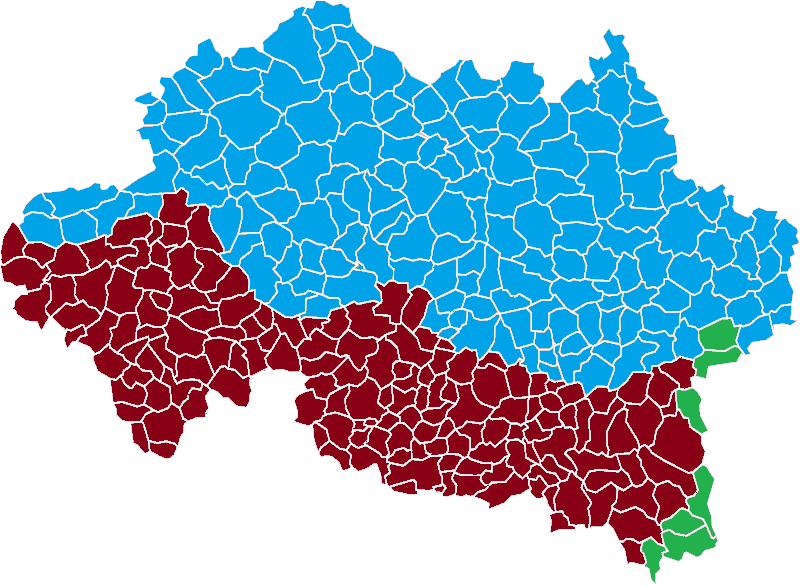
Carte linguistique de l'Allier selon lAtlas sonore des langues régionales de France (CNRS). En rouge sombre : le bourbonnais du Croissant ; en bleu : le bourbonnais d'oïl ; en vert : l'arpitan.

La Limagne bourbonnaise parle traditionnellement deux parlers bourbonnais. La majorité par le bourbonnais du Croissant (langue de transition occitan / langue d'oïl) tandis que quelques communes au nord parle le bourbonnais d'oïl (ex. Paray-sous-Briailles, Saint-Pourçain-sur-Sioule).